# Hydrovatus hamatus
Hydrovatus hamatus är en skalbaggsart som beskrevs av Guignot 1950. Hydrovatus hamatus ingår i släktet Hydrovatus och familjen dykare. Inga underarter finns listade i Catalogue of Life.